# Juli 1995
Portal Geschichte | Portal Biografien | Aktuelle Ereignisse | Jahreskalender | Tagesartikel

◄ |
19. Jahrhundert |
20. Jahrhundert
| 21. Jahrhundert

◄ |
1960er |
1970er |
1980er |
1990er
| 2000er | 2010er | 2020er | ►

◄ |
1991 |
1992 |
1993 |
1994 |
1995
| 1996 | 1997 | 1998 | 1999 | ►

◄ |
April 1995 |
Mai 1995 |
Juni 1995 |
Juli 1995 |
August 1995 |
September 1995 |
Oktober 1995 |
►
Dieser Artikel behandelt aktuelle Nachrichten und Ereignisse im Juli 1995.

## Tagesgeschehen

### Samstag, 1. Juli 1995
- Deutschland: In der für das Bruttonationaleinkommen besonders gewichtigen Metall- und Elektroindustrie sinkt die Wochenarbeitszeit im Bundesgebiet ohne die am 3. Oktober 1990 beigetretenen Länder nach elfjähriger Auseinandersetzung zwischen der Industriegewerkschaft Metall und den Vertretern der Arbeitgeber auf 35 Stunden.[1][2]
- Klagenfurt/Österreich: Der österreichische Schriftsteller Franzobel, bürgerlich Franz Stefan Griebl, gewinnt mit seiner Textcollage Krautflut zum Thema Eifersucht den Ingeborg-Bachmann-Preis 1995.[3][4]
- Madrid/Spanien: Spanien übernimmt von Frankreich den Vorsitz im Rat der Europäischen Union. Das Amt des Regierungschefs der EG erhält, wie 1989, Felipe González.[5]

### Sonntag, 2. Juli 1995
- Athen/Griechenland: Jugoslawien gewinnt 96:90 im Finale der Basketball-EM gegen Litauen. Es ist Jugoslawiens erster Europameistertitel, seit in der Nationalmannschaft nur Spieler aus Montenegro und aus Serbien spielberechtigt sind.[6]

### Dienstag, 4. Juli 1995
- Bremen/Deutschland: Henning Scherf (SPD) wird als Nachfolger seines Parteikollegen Klaus Wedemeier als neuer Bremer Bürgermeister vereidigt. Er steht an der Spitze einer großen Koalition, nachdem der Bruch der Ampelkoalition unter Bürgermeister Wedemeier vorgezogene Neuwahlen herbeiführte. Rechnerisch wäre für Scherf auch die Bildung einer rot-grünen Regierung möglich gewesen.[7]

### Mittwoch, 5. Juli 1995

Logo von Nickelodeon

- Düsseldorf/Deutschland: Der amerikanische Rundfunkveranstalter Viacom startet 13.00 Uhr den Sendebetrieb des Kinder-TV-Senders „Nickelodeon Deutschland“. In Nordrhein-Westfalen wird der Sender vereinzelt in Kabelfernsehnetze eingespeist, im übrigen Europa ist er nur in den Nachtstunden über den Satelliten DFS-Kopernikus empfangbar. Als Marktführer des Kinderfernsehens ist Nickelodeon in den Vereinigten Staaten seit 1979 landesweit auf Sendung.[8]

### Donnerstag, 6. Juli 1995
- Bosnien und Herzegowina: Rund 15.000 bewaffnete ethnische Serben beginnen unter dem Kommando von Ratko Mladić eine Offensive gegen die seit zwei Jahren belagerte und mehrheitlich von ethnischen Bosniern bewohnte Stadt Srebrenica, die auch viele bosnische Binnenflüchtlinge beherbergt. Dabei drängen die Serben das niederländische Militär, das dort im Auftrag der Vereinten Nationen (UN) ein so genanntes „UN-Sicherheitsgebiet“ verteidigen soll, ohne nennenswerte Gegenwehr zurück.[9]

### Samstag, 8. Juli 1995
- London/Vereinigtes Königreich: Stefanie Graf aus Deutschland gewinnt das Damen-Einzel-Turnier der Wimbledon Championships im Tennis durch einen Sieg im Finale gegen die Spanierin Arantxa Sánchez Vicario. Es ist Grafs sechster Turniersieg.[10]

### Sonntag, 9. Juli 1995
- London/Vereinigtes Königreich: Pete Sampras aus den USA gewinnt das Herren-Einzel-Turnier der Wimbledon Championships. Wie sein Kontrahent im Finale, Boris Becker aus Deutschland, ist Sampras nun dreimaliger Sieger dieses Tennisturniers.[11]

### Mittwoch, 12. Juli 1995

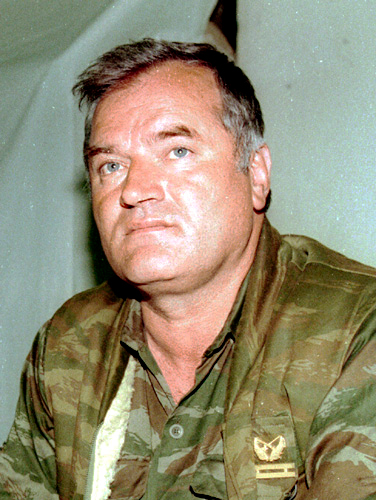
Ratko Mladić

- Potočari/Bosnien und Herzegowina: Die Freischärler der Armee der Republika Srpska unter Führung von Ratko Mladić übernehmen die militärische Kontrolle im so genannten „Sicherheitsgebiet“ der Vereinten Nationen (UN) von Srebrenica. Die etwa 400 UN-Soldaten des Niederländischen luftbeweglichen Bataillons ergreifen keine militärischen Maßnahmen, um ihre Hoheit über die Zone zurückzugewinnen, so dass die ethnischen Bosnier den serbischen Angreifern ausgeliefert sind.[12]

### Donnerstag, 13. Juli 1995
- Straßburg/Frankreich: Albanien und Moldawien treten als 35. und 36. Mitgliedstaat dem Europarat bei.[13][14]

### Montag, 17. Juli 1995

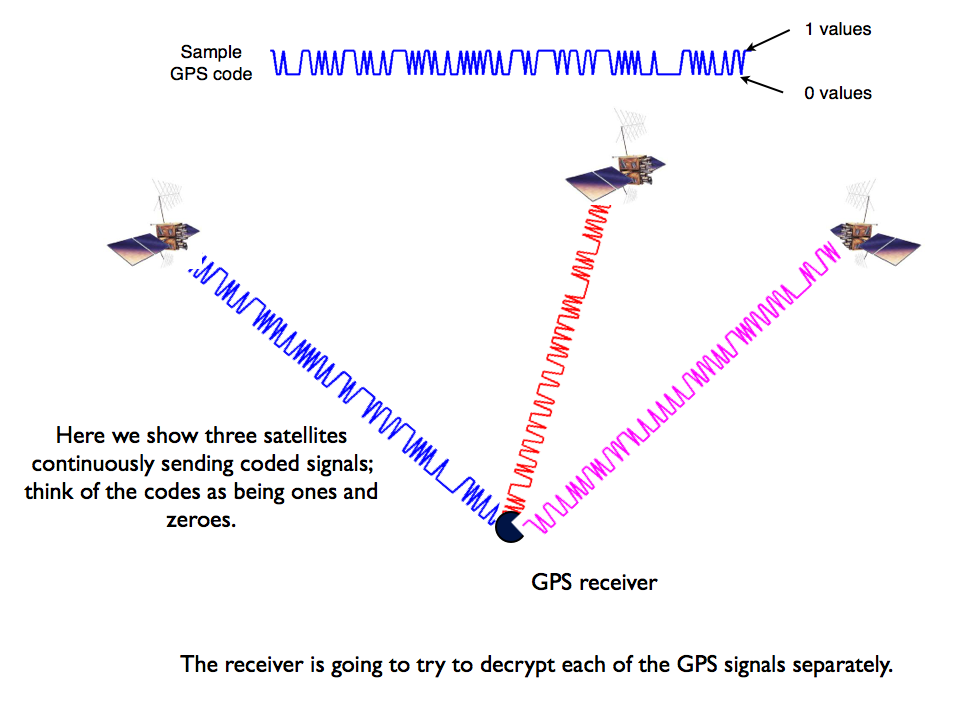
Navigation per Satellit: mehrere Satelliten kommunizieren ihre Position an einen Empfänger

- Arlington County/Vereinigte Staaten: General Thomas S. Moorman Jr. von den Luftstreitkräften der Vereinigten Staaten erklärt das globale Navigationssatellitensystem Navstar GPS, kurz GPS, für voll funktionsfähig und einsatzbereit. Das System zur Ortsbestimmung über Flugkörper in einer Umlaufbahn der Erde arbeitet mit einer künstlichen Signalverschlechterung, damit ausländische Streitkräfte die Signale nicht effektiv verwenden können.[15]

### Dienstag, 18. Juli 1995
- Berlin/Deutschland: Das Oberverwaltungsgericht veranlasst u. a. das Ende der Verfügung über das Karl-Liebknecht-Haus durch die Anstalt des öffentlichen Rechts Treuhandanstalt. Während das Haus ins Eigentum der Partei PDS übergeht, müssen die 1991 von der Treuhandanstalt eingezogenen Geldbestände der Partei nicht an diese übergeben werden, denn die PDS-Vorgängerpartei SED hat das Geld während ihrer Regierungszeit in der DDR nach Auffassung der Richter nicht auf rechtsstaatlicher Grundlage erworben.[16]

### Sonntag, 23. Juli 1995
- Montevideo/Uruguay: Im Finale der 37. Copa América trennen sich die Fußballnationalmannschaften von Uruguay und Brasilien nach 120 Minuten 1:1. Im Elfmeterschießen gewinnt Uruguay 5:3 und kann den 14. Gewinn der Südamerikameisterschaft feiern.[17]
- Paris/Frankreich: Miguel Indurain aus Spanien gewinnt zum fünften Mal in Folge die Rad-Rundfahrt Tour de France.[18]

### Freitag, 28. Juli 1995
- Hanoi/Vietnam: Das Land tritt als erster Staat mit einer sozialistischen Regierung dem Verband Südostasiatischer Nationen zur Bildung einer Freihandelszone in Südostasien bei.[19]

### Samstag, 29. Juli 1995
- Jerewan/Armenien: Nach der zweiten Runde der Wahl zur Nationalversammlung entfallen 88 der 190 Sitze auf das Bündnis Republikanischer Block, in der die Allnationale Bewegung vertreten ist, die eine Vereinigung der Republik Armenien mit der zu Aserbaidschan gehörenden Region Bergkarabach anstrebt. Die Kommunistische Partei verliert 126 ihrer Mandate und wird im neuen Parlament nur noch zehn Sitze erhalten.[20]

## Weblinks

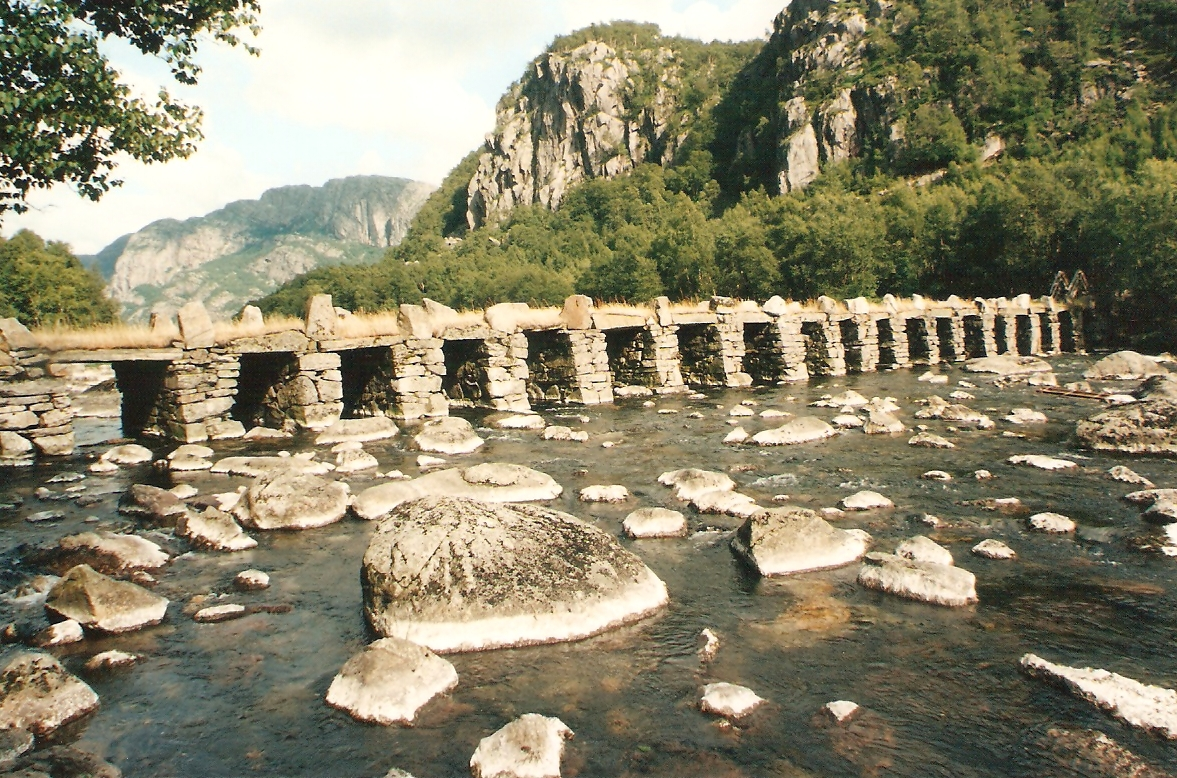
Norwegen im Juli 1995

### Sonntag, 30. Juli 1995

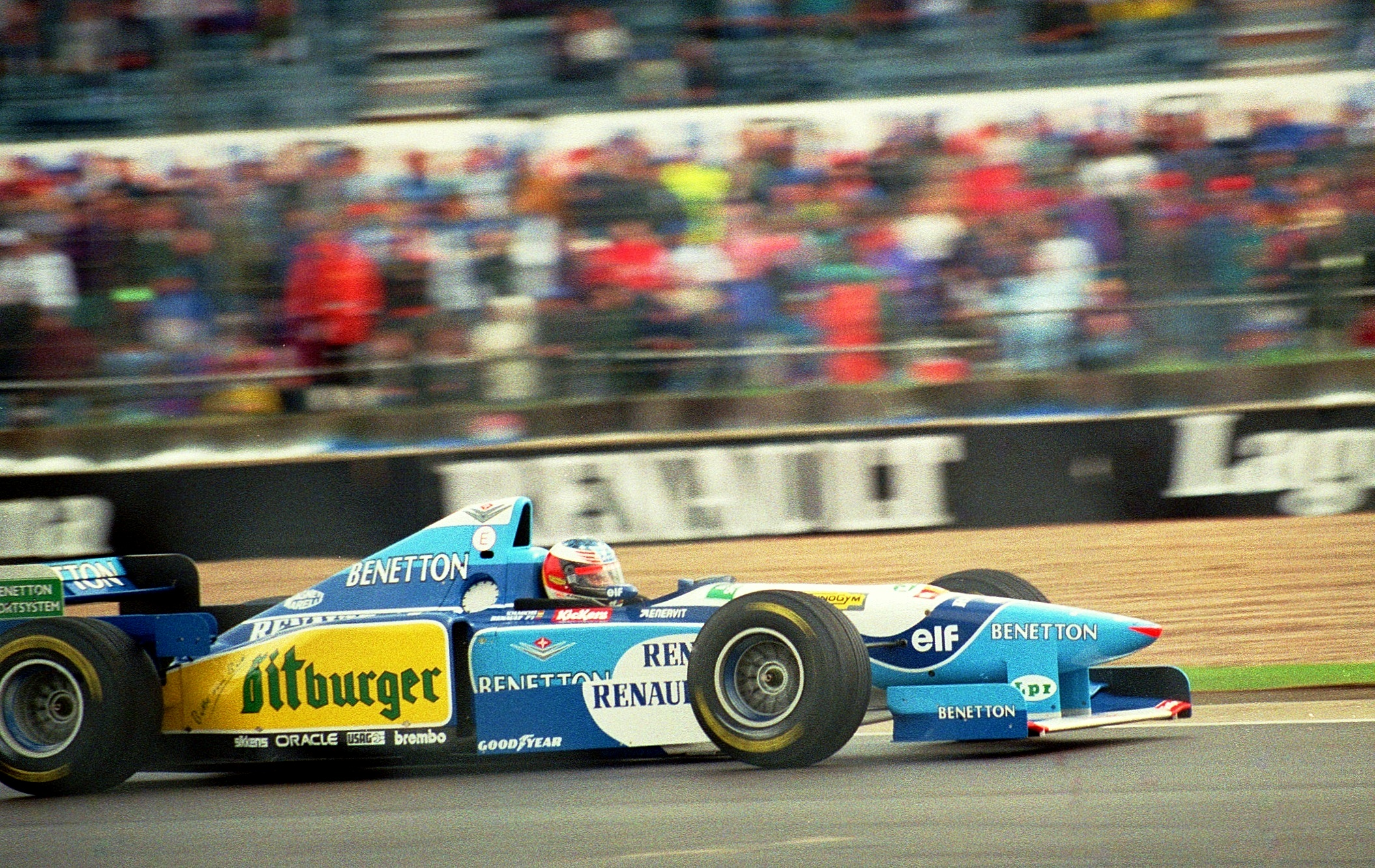
Benetton B195

- Hockenheim/Deutschland: Die 40. Austragung des Großen Preises von Deutschland in der Formel 1 beziehungsweise in der Automobil-Weltmeisterschaft endet erstmals mit dem Sieg eines deutschen Fahrers. Der 26-jährige Michael Schumacher gewinnt das Rennen im Benetton B195 und verbessert damit seine Aussichten auf den Gewinn der Fahrer-Weltmeisterschaft 1995.[21]